# Acronicta dolorosa
Acronicta dolorosa là một loài bướm đêm trong họ Noctuidae.